# Školství ve Slovinsku
Tento článek popisuje školství Slovinska.

## Úvod

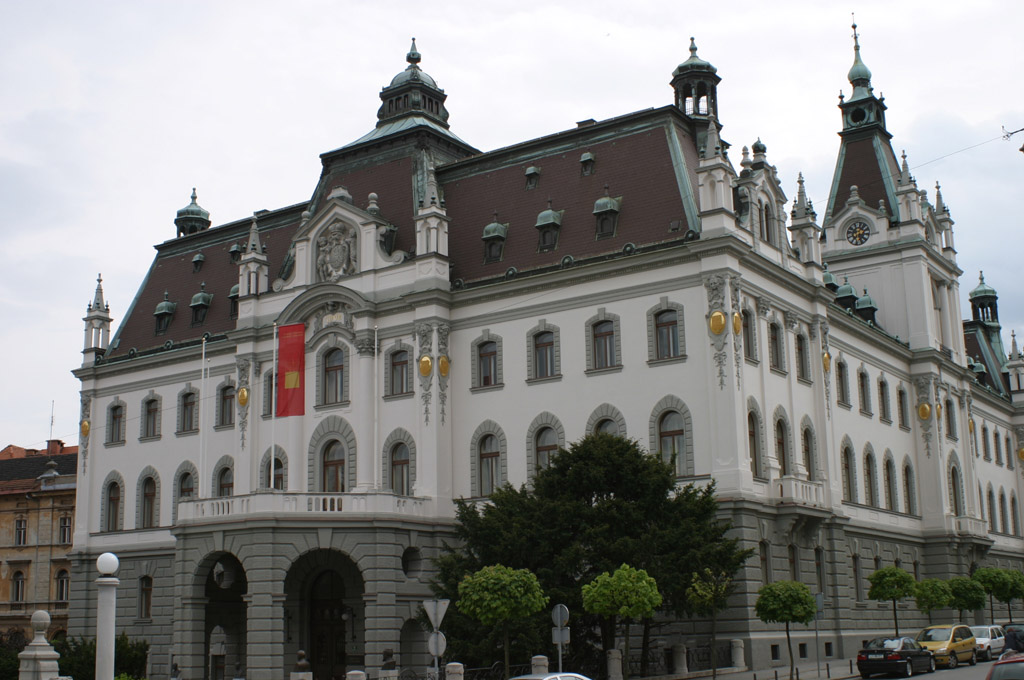
Univerzita v Lublani

Začátek výuky ve slovinském jazyce spadá do období revolučního hnutí, do doby, kdy byla vydána první kniha ve slovinském jazyce (Trubarjův Abecednik in Katekizem - 1550). Následně poté byla založena první dvě slovinská gymnázia v Celovci roku 1553 (dnes Klagenfurt) a v Lublani roku 1563. Studium, které přesahuje gymnaziální úroveň, začíná ve Slovinsku spolu s působením jezuitů v první polovině 17. století. Z jejich strany se také objevují první snahy založit slovinskou univerzitu. Nebyly však úspěšné stejně jako další pokusy, které se v historii Slovinska opakovaly několikrát. Až do 18. století bylo školství pod náboženským vlivem, přičemž největší důraz byl kladen na vzdělávání duchovních. Teprve s reformami Marie Terezie a Josefa II., které přinesly povinnou školní docházku pro všechny děti v roce 1774, začal výraznou úlohu ve školství přebírat stát. V roce 1810 byla v Lublani otevřena francouzská univerzita - Écoles centrales, která měla právo udělovat studentům akademické tituly. Ta však s odchodem Francouzů ukončila výuku roku 1815. Teprve v roce 1919, kdy po 1. světové válce Slovinsko získává poprvé svou samostatnou státní reformu, byla založena slovinská Univerzita v Lublani, která měla pět fakult - právnickou, filozofickou, technickou, teologickou a lékařskou. Až za více než půl století byla otevřena druhá slovinská univerzita v Mariboru roku 1975. V lednu 2003 byla založena třetí slovinská univerzita na Primorskem.
Školský systém ve Slovinsku je v mnohém podobný našemu. Objevují se však rozdíly, které stojí za povšimnuti a možná i za inspiraci. Výchovně vzdělávací soustava ve Slovinsku začíná stejně jako u nás předškolními zařízeními. Většina slovinských dětí nastupuje do mateřských škol již v jednom roce. Zde mohou být až po jejich vstup do základní školy. Předškolní výchova není povinná, kromě posledního roku před vstupem do školy je tzv. přípravný rok na školu. Cíle předškolní výchovy jsou stejné jako u nás, tj. pomoc rodičům při celkové výchově dětí, zlepšování kvality života rodin, vytváření možností pro všestranný rozvoj dítěte. Rodiče si mohou vybrat mezi mateřskými školami státními a soukromými a v rámci nich ještě mezi různými programy, které mateřské školy nabízí. Za pobyt dětí v mateřských školách rodiče platí. Cena je různá v závislosti na délce pobytu dítěte v mateřské škole a vybraném programu.
Rezort školství ve Slovinsku řídí Ministerstvo školství, vědy a sportu (slovinsky Ministrstvo za šolstvo, znanost in šport). Partnerskou poradní institucí je mu Úřad republiky Slovinsko pro školství (slovinsky Zavod RS za šolstvo, ZRSŠ), který má významnou úlohu při formování moderního slovinského školství na úrovni mateřských, základních a středních škol. Po roce 1999 se někdejší odborná podřízenost ministerstvu mění na odbornou nezávislost při zavádění školské inovace. V návaznosti pedagogické teorie na školní praxi a v kontaktu se zahraničními zkušenostmi je hlavním posláním této instituce příprava kvalitních vzdělávacích programů a činností (didaktických metod, výukových technologií apod.) pro slovinské školy. ZRSŠ má kromě lublaňské centrály ještě celkem 9 oblastních poboček. Organizuje např. postgraduální vzdělávání učitelů základních a středních škol formou celostátních (i s mezinárodní účastí) předmětových konferencí v jednotlivých vyučovacích předmětech. Zúčastnění učitelé získávají bonifikaci a při dosažení předepsaného bodového úhrnu jsou zařazováni do vyšší pracovní a tím i platové kategorie. Např. mariborská pobočka ZRSŠ pořádá na různých reprezentativních místech Slovinska každoročně konference z environmentálního vzdělávání pro učitele biologie, přírodovědy, fyziky a chemie. Ty jsou v současné době zařazeny do prestižního mezinárodního kalendáře Rady Evropy v kategorii vzdělávání učitelů.
Propracovaná je i mimoškolní vzdělávací, zájmová a rekreační činnost, kterou v rezortu školství zabezpečuje Centrum školských a mimoškolských činností (slovinsky Center šolskih in obšolskih dejavnosti, ČSOD). Má po celé zemi 20 domů a 11 denních center, kde pořádají různé přírodovědné, kulturní, sportovně rekreační a ozdravné aktivity. Jednotlivé školy mohou do moderně vybavených domů (obdoba našich škol v přírodě) vysílat žáky s jejich učiteli. V týdenních turnusech se tam třídám plně věnují kvalifikovaní pedagogičtí pracovníci (zaměstnanci domů), přičemž třídní učitelé vykonávají jen dohled nad svými žáky. Pracovníci domů pořádají komplexní naučné exkurze do okolí a za nepříznivého počasí vedou netradiční výuku v učebnách na netradiční témata (např. poznání regionu z hlediska historie, místopisu, tradic, etnografie a zaměstnání obyvatelstva, přírodních zvláštností apod.). Denní centra neumožňují ubytování a delší nežli jednodenní program. Zajišťují např. exkurze s odborným vedením do arboreta, do ZOO, do muzea apod. O služby CŠOD je mezi školami velký zájem po celý školní rok. V době prázdnin domy slouží k rekreaci učitelům a zaměstnancům škol.

## Základní školy
Povinná školní docházka začíná ve Slovinsku v šesti a půl letech. Pokud však rodiče po dohodě s lékařem a psychologem rozhodnou jinak, může dítě začít chodit do školy již v šesti letech nebo naopak o rok později.
Od roku 1999 je do slovinských škol postupně zařazován devítiletý školský systém základního vzdělávání. Ve školním roce 2003-2004 byl poslední zápis dětí do osmileté základní školy a od roku 2004-2005 byla pouze devítiletá školní docházka.
Osmiletý systém vzdělávání má 2 stupně, přičemž každý trvá 4 roky. Na 1. stupni většinou působí ve všech předmětech 1 učitel, na 2. stupni se učitelé střídají. Platný vzdělávací program pro základní školy se jmenuje - Program života a práce na základní škole (přijat v roce 1984, doplněn v roce 1997).
Devítiletý systém vzdělávání má několik zásadních změn. Jednou z nich je věk, kdy žáci vstupují do školy. V případě devítileté školní docházky je to od 5 let a 8 měsíců do 6 let a 8 měsíců. Se snížením věkové hranice souvisí také vytvoření úplně nových učebních plánů pro 1. ročník, které jsou přizpůsobeny vývojovým zvláštnostem šestiletých dětí. Další změnou je rozdělení základní docházky na 3 období, přičemž v prvním období se na výuce kromě třídní učitelky podílí v polovině předmětů také vychovatelka, která má mimo jiné také vliv na závěrečné hodnocení žáků.
Hodnocení na základních a středních školách je stejně jako u nás stupnicí od 1 do 5. Známka 5 je však v jejich případě oceněním nejlepším. V posledních letech se začalo v nižších ročnících používat na závěr roku slovní hodnocení. Po ukončení docházky dostanou žáci potvrzení o absolvování základní školy. Hodnocení každého ročníku má pak vliv na jejich přijetí na jednotlivé střední školy. Kromě umělecky zaměřených škol rozhoduje o přijetí žáků na střední školy pouze prospěch ze základní školy.

## Střední školy
Středoškolské vzdělávání ve Slovinsku je buď profesní, odborné nebo všeobecné. Mezi všeobecné je řazeno gymnaziální vzdělání, které připravuje na vysokoškolské studium a je zakončeno maturitou. Profesní a odborné vzdělávání se realizuje na různých stupních středních škol a připravuje studenty pro vstup do zaměstnání. Je zakončeno v závislosti na typu školy buď odbornou maturitou nebo závěrečnou zkouškou.
Ve Slovinsku jsou gymnázia všeobecná a odborná, mezi která patří gymnázia ekonomická, technická a umělecká. K všeobecným gymnáziím patří také tzv. klasická gymnázia, které do popředí svého vzdělávání kladou zájem o antiku a její orientaci na člověka.
Střední školy gymnaziálního typu jsou zakončeny maturitou. Za její průběh zodpovídá Republiková maturitní komise. Maturita se skládá z pěti předmětů, které se dělí na povinné a povinně volitelné. Mezi povinné předměty patří slovinský jazyk s literaturou, matematika a cizí jazyk. Z povinně volitelných předmětů si mohou studenti vybrat mezi fyzikou, biologií s ekologií, chemií, zeměpisem, dějepisem, sociologií, filozofií a psychologií. Povinné předměty mají jak písemnou tak ústní část, povinně volitelné většinou pouze písemkou. Maturita ve Slovinsku probíhá v celé zemi současně v čase, který stanoví maturitní komise a písemná část má i stejný obsah. Hodnocení výsledků je bodové. Právě body získané u maturity, spolu s výsledky studia ve 3. a 4. ročníku střední školy, rozhodují o přijetí na vysokou školu. Pro přijetí na umělecké školy je podmínkou také úspěšné vykonání talentových zkoušek. Studenti mají možnost si vybrat jen mezi třemi vysokými školami o které se budou ucházet. Až konečné výsledky celostátních maturit a počet uchazečů na jednotlivé školy rozhodne o jejich přijetí.

### Systém středoškolského vzdělání ve Slovinsku
| Typ středoškolského vzdělávacího programu | Program nižšího profesního vzdělání | Program středního profesního vzdělání | Čtyřletý program středního odborného vzdělání                                                                   | Středoškolské všeobecné vzdělávání |
| ----------------------------------------- | --- | --- | --- | ---------------------------------- |
| Podmínky k přijetí                        | úspěšné ukončení základní školy nebo alespoň 6. ročníku osmileté ZŠ nebo 7. ročníku devítileté ZŠ, zakončení ZŠ pro žáky se zvláštními potřebami | úspěšné ukončení základní školy, nižší odborné vzdělání                                                                                               | úspěšné ukončení základní školy, nižší odborné vzdělání                                                         | úspěšné ukončení základní školy    |
| Doba studia                               | 2,5 let | 3 roky | 4 roky | 4 roky                             |
| Způsob ukončení                           | závěrečnou zkouškou | závěrečná zkouška | odborná (profesní) maturita                                                                                     | maturita                           |
| Možnosti dalšího vzdělávání               | program střed. odborného a odborného vzdělávání                                                                                                  | program profesně-technického vzdělávání, po získání praxe mohou vykonat zkoušky na mistra, pod určitými podmínkami také do vyššího odborného vzdělání | programy vyšší a vysoké odborné vzdělávání, v případě splnění dodatečné zkoušky z předmětu gymnaziální maturity | studium na vysokých školách        |

## Vysoké školy
Vysokoškolské studium ve Slovinsku probíhá ve státních (veřejných) zařízeních.: univerzity, umělecké akademie a vysoké odborné školy a na soukromých fakultách a vysokých odborných školách. Ve Slovinsku jsou tři univerzity – se sídly v hlavním městě Lublani, v druhém největším městě Mariboru a na Primorskem v přístavním městě Koper. Samostatných vysokých škol je ve Slovinsku deset, z toho jedna státní a ostatních devět soukromých. Lublaňská univerzita má 3 akademie, 20 fakult a 3 odborné vysoké školy. K této univerzitě patří také Vysoká policejní a bezpečnostní škola. Univerzita v Mariboru má 9 fakult a 1 vysokou odbornou školu. Univerzita na Primorskem má 3 fakulty a 2 vysoké školy.
Vysoké školy poskytují jak pregraduální (4-6 let) tak postgraduální formy studia (1-4 let). Pregraduální studium má 2 programy: vysokoškolský odborný a univerzitní. Vysokoškolské odborné programy trvají ve většině případů tři, výjimečně čtyři roky. Univerzitní studijní programy od čtyř do šesti let. Po posledním semestru nebo ročníku studia zůstává studentům ještě po dobu jednoho roku status studenta. V tomto roce nemají semináře a přednášky, většinou dodělávají zkoušky, praxi a píší diplomovou práci. Je to tzv. absolventský rok.
Postgraduální studijní programy, mezi které patří specializace, magisterské a doktorské studium, trvají od jednoho do čtyř let.
Studenti mohou studovat řádně nebo mimořádně. V druhém případě si musí studium platit. Tímto systémem přicházejí peníze do vysokého školství a zároveň je umožněno těm, co nebyli pro studium přijati řádně, také studovat. Z mimořádné formy studia mohou v případě dobrého hodnocení přejít do řádného, kde již poplatky za studium neplatí. A také naopak pokud student mimořádného studia neplní dostatečně své studijní povinnosti je ze studia vyloučen bez možného navracení vložených financí.
Studium na slovinských školách je ukončeno splněním všech podmínek studia a obhajobou diplomatické práce. Po absolvování vysokoškolského studia získávají ve většině případů titul za jménem např. po ukončení vysoké ekonomické školy za jménem případů titul za jménem např. po ukončení vysoké ekonomické školy za jménem diplomovaný ekonom. Po absolvování univerzitního studia pak univerzitní diplomovaný ekonom. Na uměleckých akademiích titul za jménem akademický malíř, v technických oborech je to diplomovaný inženýr stavebnictví – univerzitní diplomovaný inženýr stavebnictví. Pouze absolventi čtyř univerzitních studijních programů získávají odborný titul: doktor medicíny, doktor stomatologie, doktor veterinární medicíny a magistr farmacie. Na základě Boloňské deklarace se od akademie roku 2004-2005 zavádí dvoustupňové kreditní studium